# 용산초등학교 (경북)
용산초등학교는 대한민국 경상북도 청도군 청도읍 무등리 375에 있었던 공립 초등학교이다.

## 연혁
- 1948년 6월 30일 청도중부국민학교 용산분교장으로 개교
- 1952년 3월 17일 용산국민학교로 승격
- 1996년 3월 1일 용산초등학교 개칭
- 2007년 3월 1일 폐교, 청도중앙초등학교로 편입